# Cantón de Bécherel
El cantón de Bécherel era una división administrativa francesa, que estaba situada en el departamento de Ille y Vilaine y la región de Bretaña.

## Composición
El cantón estaba formado por diez comunas:
- Bécherel
- Cardroc
- Irodouër
- La Chapelle-Chaussée
- Langan
- Les Iffs
- Miniac-sous-Bécherel
- Romillé
- Saint-Brieuc-des-Iffs
- Saint-Pern

## Supresión del cantón de Bécherel
En aplicación del Decreto nº 2014-177 de 18 de febrero de 2014, el cantón de Bécherel fue suprimido el 22 de marzo de 2015 y sus 10 comunas pasaron a formar parte; siete del nuevo cantón de Montauban-de-Bretagne y tres del nuevo cantón de Combourg.